# Vale do Mälaren

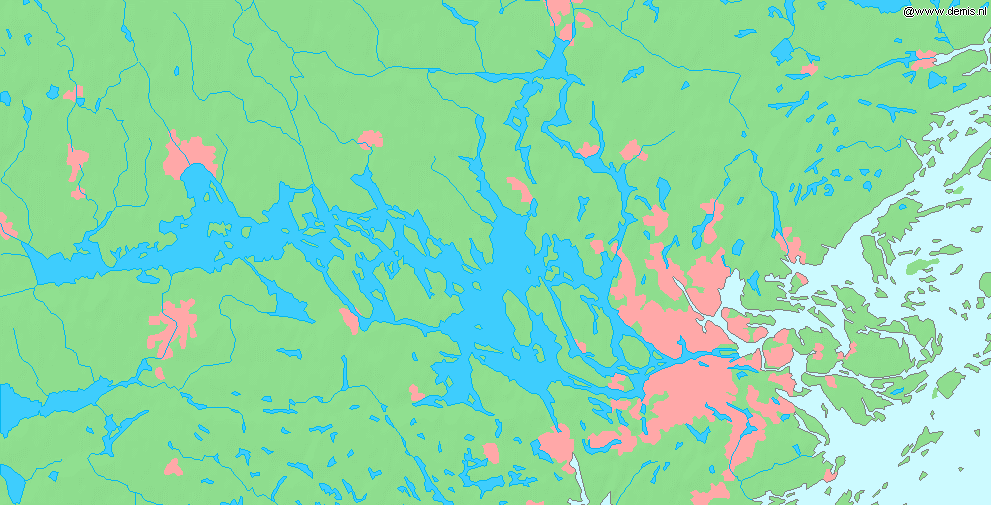
Mapa do lago Mälaren

O Vale do Mälaren (em sueco: Mälardalen;  ouça a pronúncia) é uma região da Suécia, situada à volta do lago Mälaren, abrangendo o lago e uma parte das províncias da Uppland, Västmanland e Södermanland, e por consequência a atual Grande Estocolmo, e por vezes a área de Örebro
A região é muito povoada e nela há algumas cidades importantes como Estocolmo, Uppsala, Västerås, Eskilstuna, Enköping, Arboga, Köping, Strängnäs, Örebro e Södertälje. Esta área desempenhou um papel-chave na formação do embrião do reino da Suécia (Suídia) e como território dos suíones, estando aí situados centros históricos como Birka, Sigtuna e Gamla Uppsala.